# Dánia az 1896. évi nyári olimpiai játékokon
Dánia a görögországi Athénban megrendezett 1896. évi nyári olimpiai játékok egyik részt vevő nemzete volt. Az országot az olimpián 5 sportágban 3 sportoló képviselte, akik 6 érmet szereztek.

## Érmesek
| Érem  | Versenyző      | Sportág       | Versenyszám            |
| ----- | -------------- | ------------- | ---------------------- |
| Arany | Viggo Jensen   | Súlyemelés    | Egykaros               |
| Ezüst | Holger Nielsen | Sportlövészet | Szabadpisztoly         |
| Ezüst | Viggo Jensen   | Súlyemelés    | Kétkaros               |
| Bronz | Holger Nielsen | Sportlövészet | Gyorstüzelő pisztoly   |
| Bronz | Viggo Jensen   | Sportlövészet | Szabadpuska, összetett |
| Bronz | Holger Nielsen | Vívás         | Kard, egyéni           |

## Atlétika
| Versenyző     | Versenyszám | Előfutam   | Előfutam | Döntő   | Döntő    |
| Versenyző     | Versenyszám | Idő        | Hely.    | Idő     | Helyezés |
| ------------- | ----------- | ---------- | -------- | ------- | -------- |
| Eugen Schmidt | 100 m       | nincs adat | 4.       | kiesett | kiesett  |

| Versenyző      | Versenyszám   | Eredmény   | Helyezés   |
| -------------- | ------------- | ---------- | ---------- |
| Viggo Jensen   | Súlylökés     | nincs adat | 4.         |
| Viggo Jensen   | Diszkoszvetés | nincs adat | nincs adat |
| Holger Nielsen | Diszkoszvetés | nincs adat | nincs adat |

## Sportlövészet
| Versenyző      | Versenyszám            | Eredmény       | Helyezés       |
| -------------- | ---------------------- | -------------- | -------------- |
| Holger Nielsen | Szabadpisztoly         | 285            |                |
| Holger Nielsen | Katonai pisztoly       | nincs adat     | 5.             |
| Holger Nielsen | Gyorstüzelő pisztoly   | nincs adat     |                |
| Viggo Jensen   | Szabadpuska, összetett | 1305           |                |
| Viggo Jensen   | Hadipuska              | 1640           | 6.             |
| Eugen Schmidt  | Hadipuska              | 845            | 12.            |
| Holger Nielsen | Hadipuska              | nem fejezte be | nem fejezte be |

## Súlyemelés
| Versenyző    | Versenyszám | Eredmény | Helyezés |
| ------------ | ----------- | -------- | -------- |
| Viggo Jensen | Egykaros    | 57,0     |          |
| Viggo Jensen | Kétkaros    | 111,5    |          |

## Torna
| Versenyző    | Versenyszám | Magasság   | Idő        | Helyezés |
| ------------ | ----------- | ---------- | ---------- | -------- |
| Viggo Jensen | Kötélmászás | nincs adat | nincs adat | 4.       |

## Vívás
| Versenyző      | Versenyszám  | Ellenfél Eredmény | Helyezés |
| -------------- | ------------ | --- | -------- |
| Holger Nielsen | Kard, egyéni | Körmérkőzés · Ioannis Georgiadis (GRE) · 2–3 · Tilemakhos Karakalos (GRE) · 2–3 · Adolf Schmal (AUT) · 3–2 · Georgios Iatridis (GRE) · 3–1 · |          |